# Roberto Abbondanzieri
Roberto Carlos Abbondanzieri (Bouquet, 1972. augusztus 18. –) argentin labdarúgó, jelenleg a Internacional játékosa.